# Ménesi út
A Ménesi út Budapest XI. kerületében, a Gellért-hegy oldalában található, a Bartók Béla utat köti össze az Alsóhegy utcával.

## Jelentős épületei
5. szám: A Corvinus Egyetem (2000 előtt Államigazgatási Főiskola) épülete. Törőcsik Sándor tervezte 1979-ben.
11-13. szám: Az Eötvös József Collegium épülete. Alpár Ignác tervezte 1910-ben.
19. szám: Schulek János által 1928-ban tervezett bérvilla.
26. szám: Szent Gellért lazarista kápolna.
44-48. szám: A Corvinus Egyetem (2000 előtt Kertészeti és Élelmiszeripari Egyetem) épületei. 1950-ben épültek Lauber László és Szendrői Jenő tervei alapján.
59/b. szám: Medgyaszay-villa. 1921-ben tervezte Medgyaszay István.
75. szám: Gombocz Zoltán-villa. 1941-ben tervezte ifj. Lechner Jenő.
77-79. szám: Mészáros-villa. 1955-ben tervezte Szotyori Zoltán és Kimár Rudolf. Építtető: Voith Lajos és felesége Mészáros Ági színművésznő. Jelenlegi tulajdonos: Bodrogi Gyula színművész

## Az utca az irodalomban, művészetekben
- A Ménesi út és az ottani kollégium az egyik fő helyszíne Lázár Ervin Bartusek Gáza, a kutya című novellájának.

## Galéria

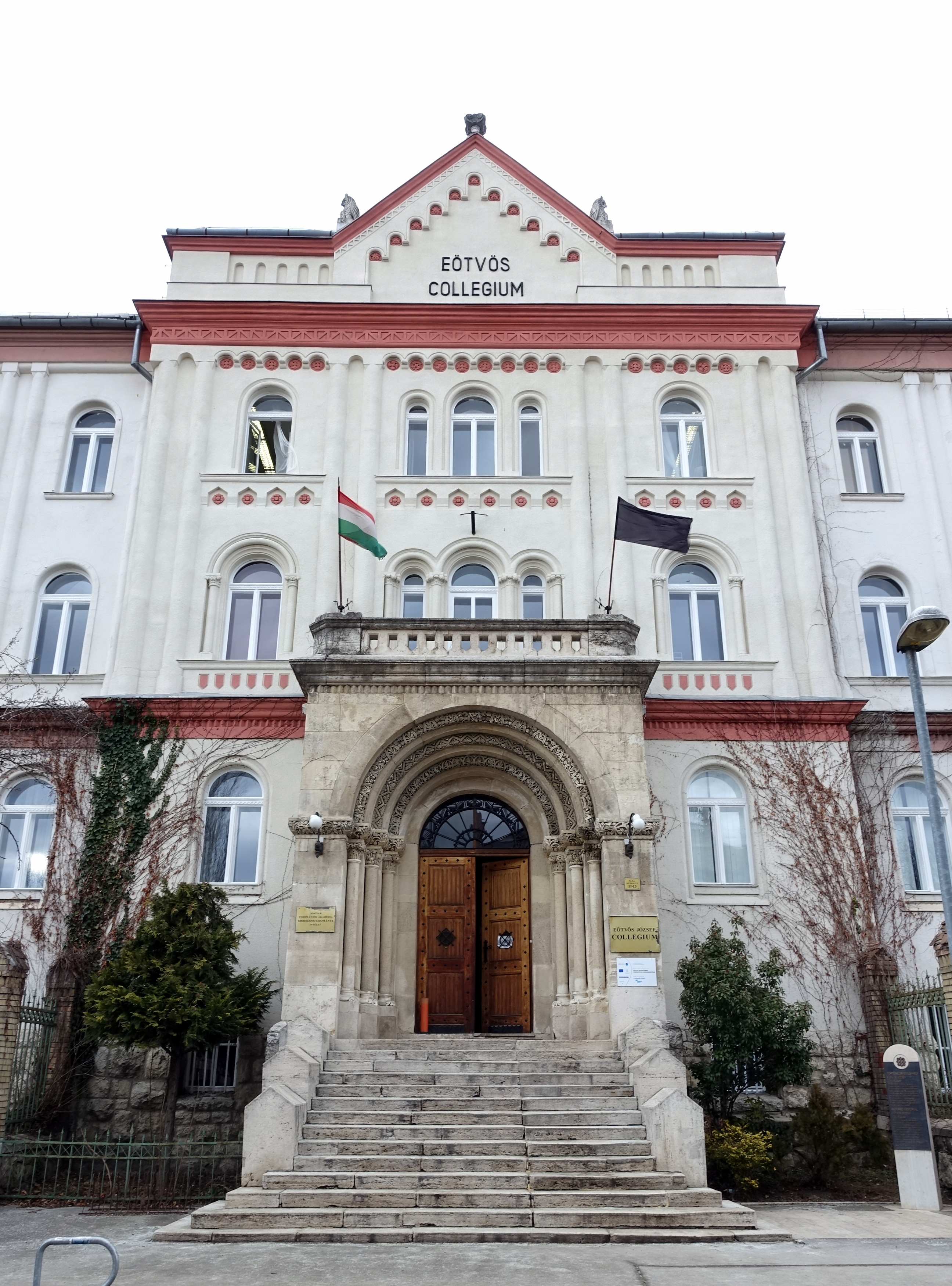
Az Eötvös Collegium épülete
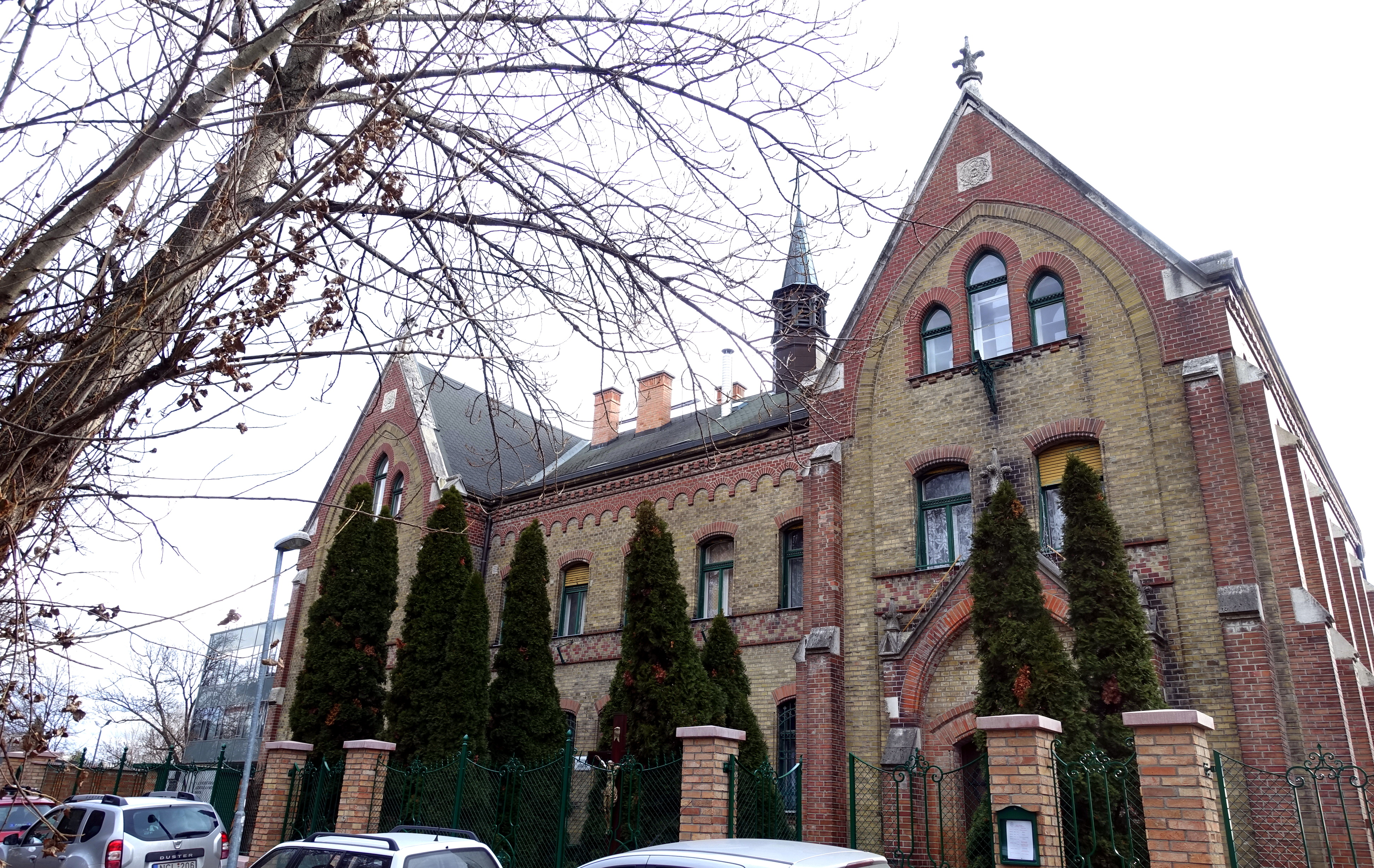
Szent Gellért lazarista kápolna
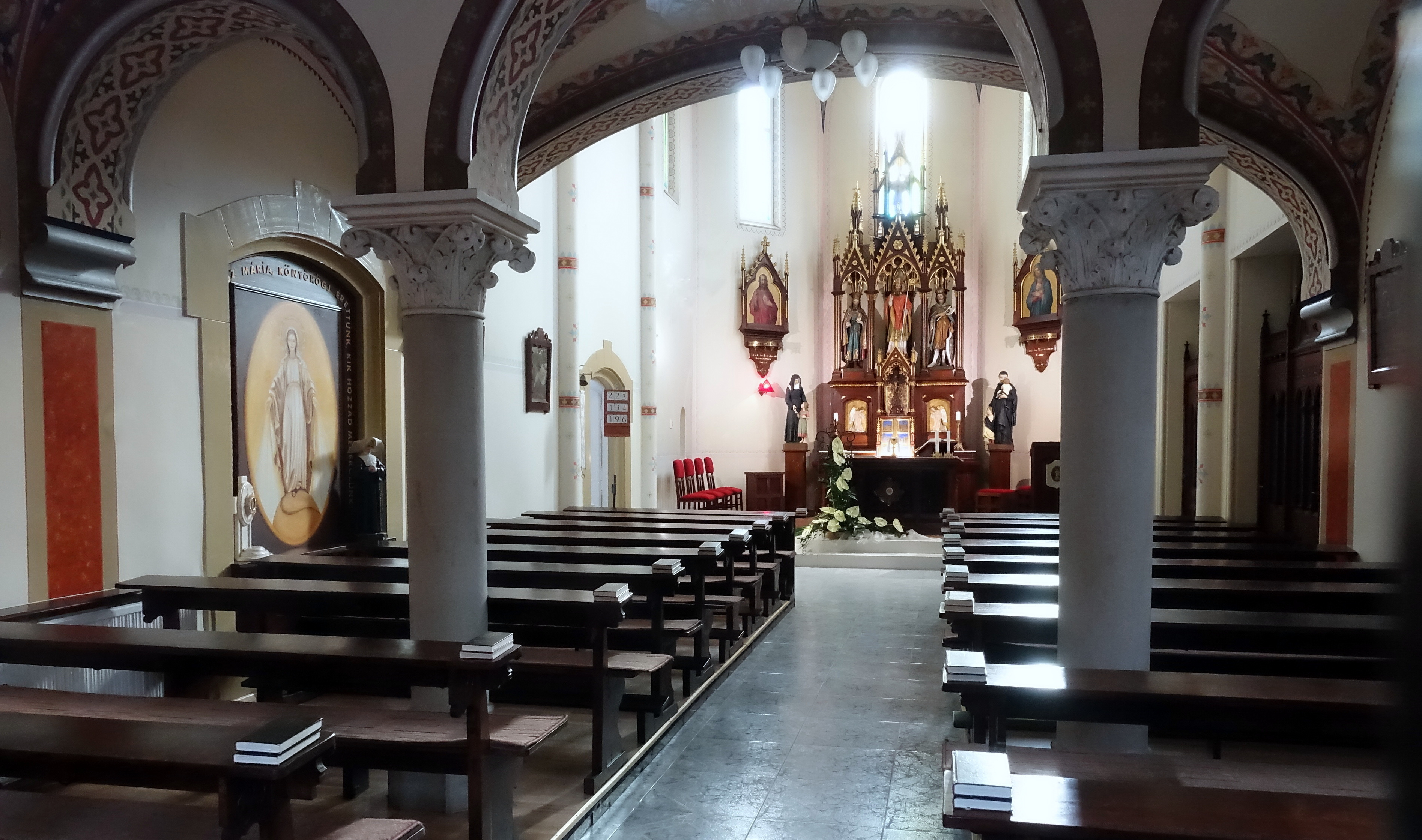
Szent Gellért lazarista kápolna
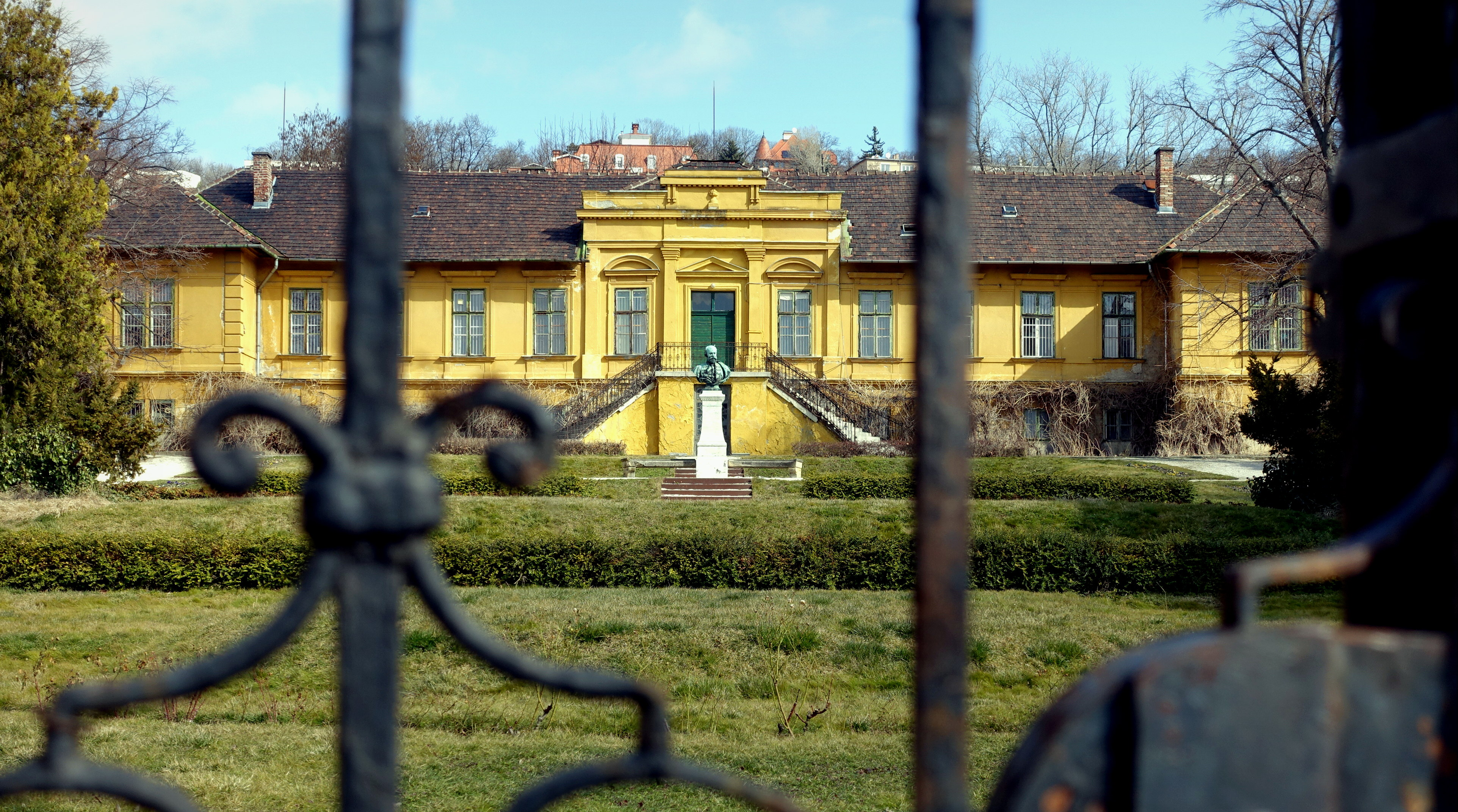
Budai Arborétum (felső kert)